# Salvatore Borghese
Giuseppe Salvatore Borghese (Róma, 1937. március 5. –) olasz színész, kaszkadőr. Legismertebb alakításait Bud Spencer és Terence Hill filmjeiben nyújtotta.

## Életútja
Calabriai származású családban született, a duó filmjeiben szintén jelentős mellékszereplőnek számító Riccardo Pizzutihoz hasonlóan. A korai időszakban még csak negatív mellékszereplő volt, majd a vígjátékokban már egyre humorosabb lett a megjelenése a pofonok következtében. Két filmben épp a jó oldalon állt, a Kincs, ami nincs című vígjátékban a bolondos, együgyű Anulu nevű szigetlakó szerepében tűnt fel, akit mindenki csak lepofoz a butaságai miatt. Terence Hill bajtársaként tűnik fel A fekete kalóz, vagy másik magyar címmel a Kalózok háborúja kalandfilmben. A párossal együtt, vagy külön-külön is feltűnt filmekben.
Filmográfiájában megtalálhatóak krimik, spagettiwesternek, kalandfilmek, akciófilmek, háborús filmek. Ezekben a filmekben is olykor együtt szerepelt a Spencer-Hill filmekben látható többi mellékszereplővel.

## Magánélete
Az 1980-as években 12 évig Kim McKay olasz színésznővel volt eljegyezve.

## Filmjei

### Bud Spencer–Terence Hill filmek
- Il corsaro nero (1971) – Blackie, a kalóz / Kalózok háborúja – Martin
- Si può fare… amigo (1972) – Vadnyugati Casanova – Seriffhelyettes
- E poi lo chiamarono il Magnifico (1972) – Vigyázat, vadnyugat! – Fejvadász
- Pari e dispari (1978) – …és megint dühbe jövünk – Nynfus
- Poliziotto superpiù (1980) – Szuperzsaru – Paradicsom
- Chi trova un amico trova un tesoro (1981) – Kincs, ami nincs – Anulu

### További filmekben
- La vendetta dei barbari (1960)
- Barabás (1962)
- La tigre de sette mai (1962)
- Szörnyetegek (1963) – Umberto
- Ursus, il gladiatore ribelle (1963)
- I dieci gladiatori (1963)
- Ercole contro Roma (1964)
- Gli invicibili dieci gladiatori (1964)
- Il trionfo dei dieci gladiatori (1965)
- Il mistero dell'isola maledetta (1965)
- Agente 3S3: passaporto per l'inferno (1965)
- Un dollaro bucato (1965)
- Agente 3S3: massacro al sole (1966)
- Tempo di massacro (1966)
- Mille dollari sul nero (1966)
- Inferno a Caracas (1966)
- Strategic command chiama Jo Walker (1967)
- I fantastici tre supermen (1967)
- Tre supermen a Tokio (1967)
- La più grande rapina nel West (1967)
- Trappola per 4 (1967)
- I gangsters dalla faccia pulita (1967)
- Imádkozz a halálodért! (1968)
- Cinque per l'inferno (1969)
- La battaglia di El Alamein (1969)
- Isten veled, Sabata! (1971) – Septiembre
- Lo chiamavano Tresette… giocava sempre col morto (1973)
- A fekete kalóz (1976) – Carmaux
- A tigris még él - Sandokan, a felkelő (1977) – Kammamuri
- La banda del gobbo (1978)
- La mazetta (1978) – Tonino
- Sabato, domenica e venerdì (1979)
- Zucchero, miele e peperoncino (1980)
- Mi faccio la barca (1980)
- Il casinista (1980)
- Car crash (1980)
- La settimana bianca (1981)
- Pierino il fichissimo (1981)
- Ciao nemico (1982)
- Incontro nell'ultimo paradiso (1982)
- Bello mio, bellezza mia (1982)
- I sette magnifici gladiatori (1983)
- A tu per tu (1984)
- I cinque del condor (1985)
- Kolumbusz (1985)
- Joan Lui – Ma un giorno nel paese arrivo io di lunedì (1985)
- Tre supermen a Santo Domingo (1986)
- La notte degli squali (1987)
- L'inchiesta (1987)
- I picari (1988)
- Natura contro (1988)
- Dimenticare Palermo (1990)
- Il Padrino: Parte III (1990)
- Il sole buio (1990)
- Le comiche (1990)
- Johnny Stecchino (1991) – Ignazio
- Az ártatlan futása (1993) –
- Long life together (1994)

### Sorozatok
Don Matteo–sorozat:
- La strategia dello scorpione (2000, 1. rész) – Gaetano Serravalle
- Falsa partenza (2006. 5. rész) – Bernardo

Egyéb tévés szereplés:
- L’Isola del tesoro (1987)  – Kincses sziget az űrben
- Il segreto del Sahara (1988) – A Szahara titka
- Un cane sciolto (1990)
- La figlia del Maharaja (1994) – A maharadzsa lánya
- L'amore oltre la vita (1999)
- Ferrari (2003)

## Fordítás
Ez a szócikk részben vagy egészben  a   Salvatore Borgese című olasz Wikipédia-szócikk ezen változatának fordításán alapul.  Az eredeti cikk szerkesztőit annak laptörténete sorolja fel. Ez a jelzés csupán a megfogalmazás eredetét és a szerzői jogokat jelzi, nem szolgál a cikkben szereplő információk forrásmegjelöléseként.